# Demonax semixeniscus
Demonax semixeniscus är en skalbaggsart som beskrevs av Hayashi 1978. Demonax semixeniscus ingår i släktet Demonax och familjen långhorningar. Inga underarter finns listade i Catalogue of Life.